# Heroes of Might and Magic: A Strategic Quest
Heroes of Might and Magic: A Strategic Quest ist ein rundenbasiertes Strategiespiel, das 1995 von New World Computing für MS-DOS veröffentlicht wurde. Die deutsche Version stammt von Softgold. Später folgten eine Version für Windows 95 mit einem Karteneditor, der die Kreation selbsterstellter oder auch zufallsgenerierter Szenarien erlaubte, sowie Umsetzungen für Mac OS und den Game Boy Color.

## Hintergrundgeschichte
Morglin Eisenfaust, der rechtmäßige Herrscher eines unbekannten Landes, muss vor einem Thronräuber fliehen. Durch ein Dimensionsportal gelangt er mit seinen Dienern auf den Kontinent Enroth, auf dem bereits drei weitere Kriegsherren um die Vorherrschaft streiten. Der Spieler übernimmt nun die Rolle einer der vier Parteien und muss nach und nach sämtliche Gegner besiegen, um Enroth unter seiner Herrschaft zu einen.
Obwohl man jede der vier Parteien zum Sieg führen kann, wird in den späteren Spielen, die auf diese Handlung Bezug nehmen, davon ausgegangen, dass Morglin Eisenfaust den Kampf um Enroth gewinnt und sich zum König krönt.

## Spielprinzip
Heroes of Might and Magic orientiert sich spielerisch an King’s Bounty, jedoch mit diversen Neuerungen. Städte und Burgen haben nun eine deutlich größere Bedeutung und können ausgebaut werden, sodass die Spieler mehr Kreaturen rekrutieren können. Jeder Spieler kann nun bis zu acht Helden mit individuellen Armeen aussenden.
Es gibt vier verschiedene Stadttypen, denen jeweils eine Heldenklasse zugeordnet ist, und welche unterschiedliche Kreaturen zur Rekrutierung anbieten:
- Farm (Ritter): Hier werden menschliche Truppen, beispielsweise Schwertkämpfer und Paladine, ausgebildet.
- Prärie (Barbar): Wilde Kreaturen, wie Goblins, Oger und Zyklopen bewohnen die Prärie.
- Wald (Zauberin): Im Wald können phantastische Wesen wie Feen, Zwerge und Druiden rekrutiert werden.
- Berg (Warlock): Warlocks führen Zentauren, Wasserspeier, Greifen, Hydren und Drachen.

Nach jeder gewonnenen Schlacht erhält ein Held Erfahrungspunkte und kann so rollenspieltypisch höhere Stufen erreichen. Mit jeder neuen Stufe erhöht sich eine der vier Fähigkeiten Angriff, Verteidigung, Zauberkraft und Weisheit. Ritter und Barbaren erlangen meistens verbesserte Werte für Angriff und Verteidigung, die die Kampfkraft ihrer Truppen steigern. Zauberinnen und Warlocks steigern häufiger Zauberkraft oder Weisheit und können dafür mehr oder stärkere Zaubersprüche anwenden.
Im Kampagnenmodus wählt der Spieler zunächst einen der vier Kriegsherren und damit seinen Stadttyp. Die acht Szenarien sind jedoch für alle Figuren weitgehend identisch. Daneben bietet das Spiel diverse Einzelszenarien, welche auch im Mehrspielermodus gespielt werden können (entweder per Hot Seat oder über ein Netzwerk).

## Rezension
Trent C. Ward von GameSpot bezeichnete Heroes of Might and Magic als „nicht gerade das technisch fortschrittlichste Spiel des Jahres“ und die Handlung als dünn. Das Spiel sei zwar nicht spektakulär, aber unterhaltsam, weshalb er eine Wertung von 7,5 von 10 vergab.